# 미션 크리티컬
시스템의 미션 크리티컬(mission critical) 요인은 사업 운영 또는 단체에 필수적인 요인(부품, 장비, 인원, 프로세스, 절차, 소프트웨어 등)이다. 미션 크리티컬 요인의 실패는 사업 운영이나 단체에 심각한 영향을 미치며 심지어는 사회적 혼란을 일으킬 수도 있다.

## 미션 크리티컬 시스템
미션 크리티컬 시스템은 사업이나 조직의 생존에 필수적인 시스템이다. 미션 크리티컬 시스템이 실패되거나 간섭을 받으면 사업 운영에 상당항 영향을 받는다. 임무에 필수적인 장비와 미션 크리티컬 애플리케이션은 미션 크리티컬 시스템으로도 알려져 있다.
미션 크리티컬 시스템의 예는 다음과 같다: 온라인 뱅킹 시스템, 철도/항공기 운영 및 통제 시스템, 전력 시스템, 그리고 실패 시 사업과 사회에 부정적인 영향을 미치는 수많은 기타 컴퓨터 시스템.

## 같이 보기
- 다운타임